# William Holden
Ne doit pas être confondu avec l'acteur américain William Holden (1862-1932)
William Franklin Beedle Jr., dit William Holden, est un acteur américain né le 17 avril 1918 à O'Fallon dans l'Illinois (États-Unis) et mort le 12 novembre 1981 à Santa Monica en Californie (États-Unis).
Il fut l'une des plus grandes stars de Hollywood dans les années 1950 et 1960, alternant les rôles marquants dans des films devenus des classiques, parmi lesquels Boulevard du crépuscule, Stalag 17, Les Ponts de Toko-Ri, Sabrina, Le Pont de la rivière Kwaï ou La Horde sauvage. Il tourna avec les plus grandes stars de l'époque : John Wayne, Alec Guinness, Humphrey Bogart, Peter Sellers, Gloria Swanson, Audrey Hepburn, Grace Kelly, Deborah Kerr ou encore Barbara Stanwyck.
Séducteur au physique athlétique, il fut un acteur emblématique de cette période faste de Hollywood. Il est classé par l'American Film Institute (AFI) 25e « acteur de légende ».

## Biographie

### Jeunesse et ascension vers la gloire
Né dans l'Illinois, aîné de trois enfants, William Holden est le fils d'une institutrice, Mary Blanche, et d'un chimiste industriel, William Franklin Beedle Sr. La famille déménage à South Pasadena, en Californie, quand il a trois ans. Diplômé de l'école South Pasadena, il entre au collège communautaire Pasadena Junior pour continuer ses études scientifiques et participe à des pièces radiophoniques pour une radio locale. Contrairement à la légende, il n'a pas étudié à la Pasadena Playhouse et n'a pas été repéré dans une pièce de théâtre qu'il y jouait.
Il part ensuite à New York avec un ami, abandonnant ses études. Il débute à Broadway grâce à Robert Ben Ali qui lui fait jouer à vingt ans un personnage qui en a soixante de plus dans sa pièce Manya. Holden est alors repéré par Milton Lewis, un chasseur de talents au service de la puissante Paramount Pictures, qui lui offre un contrat pour six mois. En 1939, il interprète un violoniste devenu boxeur aux côtés de Barbara Stanwyck dans L'Esclave aux mains d'or. Ce rôle de tout premier plan le fait remarquer mais il n'enchaîne ensuite que des rôles dans des productions mineures de la Paramount et de Columbia Pictures. Pendant la Seconde Guerre mondiale, il sert comme lieutenant dans la First Motion Picture Unit (en), une unité de l'armée de l'air destinée à la production de films d'instruction. En 1941, il épouse l'actrice Brenda Marshall et devient père de deux enfants : Peter (né en 1943) et Scott (né en 1946). Ils divorceront en 1971.

### La gloire internationale

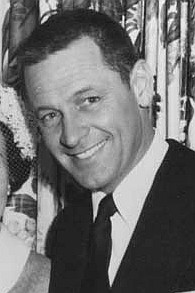
William Holden en 1952.

William Holden renoue avec le succès en 1950 grâce à Billy Wilder qui l'engage pour le légendaire Boulevard du crépuscule aux côtés de la mythique Gloria Swanson. Son rôle, à contre-emploi, de scénariste malchanceux lui vaut une nomination à l'Oscar du meilleur acteur. Le film est aujourd'hui classé parmi les plus grands films de l'histoire du cinéma. Il s'impose en star populaire l'année suivante dans Comment l'esprit vient aux femmes avec Judy Holliday, un film de George Cukor. Deux ans plus tard, fort de sa nouvelle renommée, il tourne dans Stalag 17 de Billy Wilder. Cette fois, c'est la consécration et il obtient l'Oscar du meilleur acteur. Sa popularité grandit, notamment auprès des femmes. Il est élu « Star masculine la plus populaire de l'année » par les lecteurs du magazine Photoplay en 1954 et 1955.
En 1954, il tourne La Tour des ambitieux de Robert Wise où il retrouve Barbara Stanwyck. Il remporte, avec le reste de la distribution, le prix spécial du jury au festival international du film de Venise. Le tournage de Sabrina la même année est plus difficile : il ne supporte pas Humphrey Bogart et tombe amoureux d'Audrey Hepburn. Celle-ci n'envisage pas de relation plus durable avec Holden qui est déjà marié et qui a subi une vasectomie qui l'empêche d'avoir des enfants, souhait le plus cher de l'actrice.
Sa réputation d'homme à femmes ne s'effrite pas avec ses rôles suivants : il côtoie Grace Kelly par deux fois dans Une fille de la province et Les Ponts de Toko-Ri, puis Kim Novak dans Picnic en 1955 et Sophia Loren dans La Clé en 1958. Par ailleurs, William Holden continue de briller dans des productions viriles qui ne font que contribuer à son succès international : il joue dans Le Pont de la rivière Kwaï de David Lean en 1957 — dont le succès est tel qu'il lui assure assez d'argent jusqu'à la fin de ses jours —, et est un médecin opposé à John Wayne dans Les Cavaliers de John Ford en 1959.

### Fin de carrière
Lors d'un voyage en Afrique, William Holden tombe amoureux du Kenya et réinvestit une partie de l'argent gagné sur Le Pont de la rivière Kwaï dans l'achat d'un ranch près de Nanyuki, sur les pentes du mont Kenya. Après sa mort, une fondation destinée à l'éducation à l'environnement et au développement durable présidée par sa compagne Stefanie Powers est créée pour gérer une partie du ranch qui devient une réserve naturelle : la William Holden Wildlife Foundation (en). 
S'il se rend souvent au Kenya, Holden continue néanmoins à tourner dans des grandes productions hollywoodiennes. En 1964, il retrouve péniblement Audrey Hepburn pour Deux têtes folles : « J'ai réalisé que j'allais être obligé de revoir Audrey et de prendre en main mon problème d'alcool, or je ne me sentais capable d'affronter ni l'une ni l'autre de ces situations. » Alors qu'il est marié, sa liaison avec Capucine, un ancien mannequin français, n'arrange pas les choses. Il arrive souvent ivre sur le tournage, et doit même s'arrêter de tourner quelques jours.
Il est de Casino Royale en 1967 et renoue avec le film de guerre l'année suivante pour La Brigade du diable de Andrew V. McLaglen. C'est surtout La Horde sauvage de Sam Peckinpah, en 1969, qui constitue le point culminant de cette deuxième carrière. Le film met aussi en scène Ernest Borgnine et Warren Oates ainsi que Robert Ryan (âgé de soixante ans lors du tournage).
Bien que sa carrière se ralentisse, il tient encore plusieurs rôles importants : dans L'Arbre de Noël aux côtés de Bourvil (1969), dans Breezy (1973) de Clint Eastwood et dans le célèbre film catastrophe La Tour infernale (1974), aux côtés de Paul Newman et de Steve McQueen. Il partage ensuite avec Faye Dunaway l'affiche de Network : Main basse sur la télévision (1976) de Sidney Lumet, satire de la télévision, et avec Marthe Keller celle de Fedora (1978) de Billy Wilder. Ce sont ses derniers grands rôles. Il joue à nouveau avec Paul Newman en 1980 dans Le Jour de la fin du monde. Son dernier film, l'année suivante, est S.O.B. de Blake Edwards, où il apparaît aux côtés d'un grand nombre de vedettes, dont Julie Andrews.

### Mort
Alcoolique notoire de longue date, William Holden n'a jamais réussi à surmonter son problème et connaît une fin tragique : d'après le rapport du médecin légiste du comté de Los Angeles, il est seul et ivre dans son appartement de Santa Monica, le 12 novembre 1981, quand il chute et s'ouvre le front sur le rebord de sa table de chevet, saignant à mort. Des preuves suggèrent qu'il reste conscient au moins une heure et demie après sa chute. Il est probable qu'il ne se soit pas rendu compte de la gravité de la blessure et n'a pas demandé d'aide, ou n'en a pas été capable. Son corps est retrouvé le 16 novembre 1981, soit quatre jours après sa mort. Sa dépouille est incinérée et ses cendres sont dispersées dans l'océan Pacifique. Quelques mois plus tard, Barbara Stanwyck en recevant son Oscar d'honneur lui rend hommage par ces mots : « Je l'aimais beaucoup et il me manque. Il a toujours souhaité que j'aie cet Oscar. Alors ce soir, mon Golden Boy, ton vœu se réalise. »

## Filmographie

### Années 1930
- 1938 : Colonie Pénitentiaire (en) (Prison Farm) de Louis King : un prisonnier (non crédité au générique)
- 1939 : Million Dollar Legs de Nick Grinde et Edward Dmytryk : l'étudiant qui dit « merci » (non crédité au générique)
- 1939 : L'Esclave aux mains d'or (Golden Boy) de Rouben Mamoulian : Joe Bonaparte
- 1939 : En surveillance spéciale (Invisible Stripes) de Lloyd Bacon : Tim Taylor

### Années 1940
- 1940 : Une petite ville sans histoire (Our Town) de Sam Wood : George Gibbs
- 1940 : Those Were the Days! (en) de Theodore Reed : P. J. « Petey » Simmons
- 1940 : Arizona de Wesley Ruggles : Peter Muncie
- 1941 : L'Escadrille des jeunes (I Wanted Wings) de Mitchell Leisen : Al Ludlow
- 1941 : Texas de George Marshall : Dan Thomas
- 1942 : L'escadre est au port (The Fleet's In) de Victor Schertzinger : Casey Kirby
- 1942 : André et les Fantômes (The Remarkable Andrew) de Stuart Heisler : Andrew Long
- 1942 : Meet the Stewarts (en) d'Alfred E. Green : Michael « Mike » Stewart
- 1943 : Young and Willing (en) d'Edward H. Griffith : Norman Reese
- 1947 : Ils étaient quatre frères (Blaze of Noon) de John Farrow : Colin McDonald
- 1947 : Le Fiancé de ma fiancée (Dear Ruth) de William D. Russell : le lieutenant William Seacroft
- 1947 : Hollywood en folie (Variety Girl) de George Marshall : lui-même
- 1948 : La Peine du talion (The Man from Colorado) de Henry Levin : le capitaine Del Stewart
- 1948 : Rachel et l'Étranger (Rachel and the Stranger) de Norman Foster : David Harvey
- 1948 : L'Amour sous les toits (Apartment for Peggy) de George Seaton : Jason Taylor
- 1948 : La Fin d'un tueur (The Dark Past) de Rudolph Maté : Al Walker
- 1949 : La Chevauchée de l'honneur (Streets of Laredo) de Leslie Fenton : Jim Dawkins
- 1949 : Miss Grain de sel (Miss Grant Takes Richmond) de Lloyd Bacon : Dick Richmond
- 1949 : Le Démon du logis (Dear Wife) de Richard Haydn : Bill Seacroft

### Années 1950
- 1950 : Les Cinq Gosses d'oncle Johnny (Father Is a Bachelor) d'Abby Berlin (en) et Norman Foster : Johnny Rutledge
- 1950 : Boulevard du crépuscule (Sunset Boulevard) de Billy Wilder : Joe Gillis
- 1950 : Midi, gare centrale (Union Station) de Rudolph Maté : l'inspecteur William Calhoun
- 1950 : Comment l'esprit vient aux femmes (Born Yesterday) de George Cukor : Paul Verrall
- 1951 : Les Amants de l'enfer (Force of Arms) de Michael Curtiz : le sous-lieutenant Joe « Pete » Peterson
- 1951 : Duel sous la mer (Submarine Command) de John Farrow : le commandant Ken White
- 1952 : Vocation secrète (Boots Malone) de William Dieterle : « Boot » Malone
- 1952 : Le Cran d'arrêt (The Turning Point) de William Dieterle : Jerry McKibbon
- 1953 : Stalag 17 de Billy Wilder : le sergent J.J. Sefton
- 1953 : La lune était bleue (The Moon Is Blue) d'Otto Preminger : Donald Gresham
- 1953 : La Vierge sur le toit (Die Jungfrau auf dem Dach) d'Otto Preminger (version allemande de La Lune était bleue, 1953) : un touriste (non crédité au générique)
- 1953 : Fort Bravo (Escape from Fort Bravo) de John Sturges : le capitaine Roper
- 1954 : L'Éternel féminin (Forever female) d'Irving Rapper : Stanley Krown
- 1954 : La Tour des ambitieux (Executive Suite) de Robert Wise : McDonald « Don » Walling
- 1954 : Sabrina de Billy Wilder : David Larrabee
- 1954 : Une fille de la province (The Country Girl) de George Seaton : Bernie Dodd
- 1954 : Les Ponts de Toko-Ri (The Bridges at Toko-Ri) de Mark Robson : le lieutenant Harry Brubaker
- 1955 : La Colline de l'adieu (Love Is a Many-Splendored Thing) d'Henry King : Mark Elliott
- 1955 : Picnic de Joshua Logan : Hal Carter
- 1956 : Un magnifique salaud (The Proud and Profane) de George Seaton : le lieutenant-colonel Colin Black
- 1956 : Je reviens de l'enfer (Toward the Unknown) de Mervyn LeRoy : le major Lincoln Bond
- 1957 : Le Pont de la rivière Kwaï (The Bridge on the River Kwai) de David Lean : le commandant Shears
- 1958 : La Clef (The Key) de Carol Reed : le capitaine David Ross
- 1959 : Les Cavaliers (The Horse Soldiers) de John Ford : le major Henry « Hank » Kendall

### Années 1960
- 1960 : Le Monde de Suzie Wong (The World of Suzie Wong) de Richard Quine : Robert Lomax
- 1962 : Une histoire de Chine (Satan Never Sleeps) de Leo McCarey : le père O'Banion
- 1962 : Trahison sur commande (The Counterfeit Traitor) de George Seaton : Eric Erickson
- 1962 : Le Lion (The Lion) de Jack Cardiff : Robert Hayward
- 1964 : Deux têtes folles (Paris When It Sizzles) de Richard Quine : Richard Benson / Rick
- 1964 : La Septième Aube (The Seventh Dawn) de Lewis Gilbert : le major Ferris
- 1966 : Alvarez Kelly de Edward Dmytryk : Alvarez Kelly
- 1967 : Casino Royale de Val Guest, Kenneth Hughes, John Huston, Joseph McGrath et Robert Parrish : Ransome
- 1968 : La Brigade du diable (The Devil's Brigade) d'Andrew V. McLaglen :  : le lieutenant-colonel Robert T. Frederick
- 1969 : La Horde sauvage (The Wild Bunch) de Sam Peckinpah : Pike Bishop
- 1969 : L'Arbre de Noël de Terence Young : Laurent Ségur

### Années 1970
- 1970 : Le Père et l'orphelin (téléfilm) de Sidney Lumet : Rudy Master
- 1971 : Deux Hommes dans l'Ouest (Wild Rovers) de Blake Edwards : Ross Bodine
- 1971 : La Poursuite sauvage (The Revengers) de Daniel Mann : John Benedict
- 1973 : Breezy de Clint Eastwood : Frank Harmon
- 1974 : La Chasse sanglante (Open Season) de Peter Collinson : Hal Wolkowski
- 1974 : La Tour infernale (The Towering Inferno) de John Guillermin et Irwin Allen : Jim Duncan, le promoteur
- 1976 : Network : Main basse sur la télévision (Network) de Sidney Lumet avec Faye Dunaway : le rédacteur en chef Max Schumacher
- 1978 : Fedora de Billy Wilder : Barry « Dutch » Detweiler
- 1978 : Damien : La Malédiction 2 (Damien: Omen II) de Don Taylor : Richard Thorn
- 1979 : Bons baisers d'Athènes (Escape to Athena) de George Cosmatos : un soldat américain (caméo)
- 1979 : Ashanti de Richard Fleischer : Jim Sandell

### Années 1980
- 1980 : Le Jour de la fin du monde (When Time Ran Out...) de James Goldstone : Shelby Gilmore
- 1980 : L'Enfant de la ville (The Earthling) de Peter Collinson : Patrick Foley
- 1981 : S.O.B. de Blake Edwards : Tim Culley
- 1981 : Le Mystérieux de Sea Jade (téléfilm) de James Goldstone : Sea Jade
- 1981 : 20000 Lieues sous les mers (téléfilm) de Peter Yates : Capitaine Nemo

## Distinctions

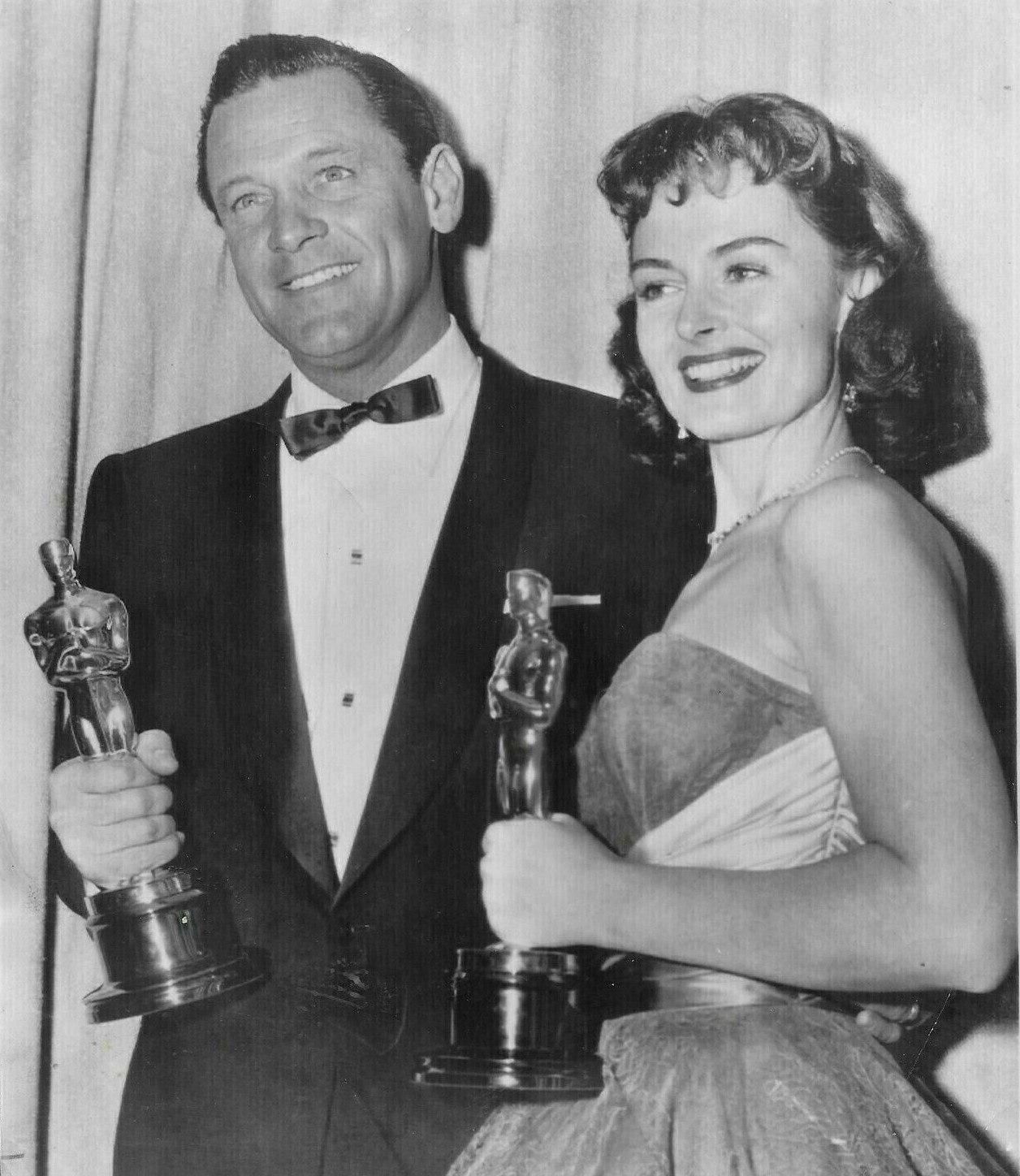
William Holden et Donna Reed avec leurs Oscars en 1954.

- Nomination à l'Oscar du meilleur acteur pour Boulevard du crépuscule (23e cérémonie des Oscars, 1951)
- Oscar du meilleur acteur pour Stalag 17 (26e cérémonie des Oscars, 1954)
- Nomination à l'Oscar du meilleur acteur pour Network : Main basse sur la télévision (49e cérémonie des Oscars, 1977)

## Voix françaises
| - Michel André (*1912 - 1987) dans : - La Peine du talion - Sabrina - Boulevard du crépuscule - Midi, gare centrale - Duel sous la mer - Stalag 17 - Les Ponts de Toko-Ri - Une fille de la province - Le Monde de Suzie Wong - Trahison sur commande - Deux têtes folles - Marc Cassot (*1923 - 2016) dans : - Un magnifique salaud - Picnic - Le Pont de la rivière Kwaï - La Clef - Une histoire de chine - Casino Royale - Le père et l'orphelin Tv - Les 21 heures de Munich (téléfilm) - 20 000 Lieus sous les mers (téléfilm) - Taping of the Merv (téléfilm) - 50 ans de stars (documentaire) - Jean Martinelli (*1909 - 1983) dans : - La Colline de l'adieu - Les Cavaliers - Le Lion - La Septième Aube - La Tour infernale (1er doublage) - Damien : La Malédiction 2 - Ashanti - Le Mystérieux de Sea Jade (téléfilm) | - Raymond Loyer (*1916 - 2004) dans : - Je reviens de l'enfer - L'Arbre de Noël - La Poursuite sauvage - Le Chevalier Bleue (Tv) - Le Jour de la fin du monde - L'Amour au Bout du Monde - S.O.B. - Jacques Dacqmine (*1923 - 2010) dans : - Fort Bravo - La Tour des ambitieux - Alain Mottet (*1928 - 2017) dans : - Network, main basse sur la télévision - Fedora et aussi : - Xavier Fagnon dans Arizona (2e doublage) - Yves Furet (*1916 - 2009) dans Comment l'esprit vient aux femmes - René Arrieu (*1924 - 1982) dans La Lune était bleue - William Sabatier (*1923 - 2019) dans Alvarez Kelly - Jacques Harden (*1925 - 1992) dans La Brigade du diable - Jacques Berthier (*1916 - 2008) dans La Horde sauvage - Claude Bertrand (*1919 - 1986) dans Deux Hommes dans l'Ouest - Jacques Thébault (*1924 - 2015) dans Breezy - Henry Djanik (*1926 - 2008) dans La Chasse sanglante - Bernard Woringer (*1931 - 2014) dans La Tour infernale (2e doublage) |

## Citations
- « Je suis une putain, tous les acteurs sont des putains. Nous vendons nos corps au plus offrant. »